# Steve Kidwiller
Steve Kidwiller (...) è un musicista statunitense, noto per essere stato chitarrista del gruppo punk rock NOFX dal 1989 al 1991. Compare nelle registrazioni degli album S&M Airlines e Ribbed.
Molto tempo dopo, formò la cowpunk band Speedbuggy USA (che pubblicò il primo album nel 2000), ma dopo quattro spettacoli di un tour europeo, lasciò la band per divergenze personali.